# Nine on a Ten Scale
 (mars 2012).
Albums de Sammy Hagar
Sammy Hagar
(1977)
Nine on a Ten Scale est le premier album en solo de Sammy Hagar, paru en 1976.

## Présentation
L'album sort en mai 1976 sur le label Capitol Records, un an après que Sammy Hagar ait quitté le groupe Montrose. Il est produit par John S. Carter (en) (sous son seul nom "Carter"), et contient neuf chansons, dont cinq (co)écrites par Hagar. 
La chanson qui ouvre l'album, Keep On Rockin', coécrite par Hagar et Carter, sera reprise trois ans plus tard par Bette Midler sur la populaire bande originale du film The Rose. 
La troisième chanson, Flamingos Fly, est écrite par Van Morrison, rencontré au studio durant l'enregistrement de l'album. Elle devait initialement être interprétée en duo. Van Morrison la reprendra lui-même l'année suivante sur son album A Period of Transition.
La quatrième chanson, China, est écrite par Bob Welch, ex-membre de Fleetwood Mac, alors membre du groupe Paris (en). Il la reprendra lui-même trois ans plus tard sur son album solo Three Hearts (en).
La huitième chanson, Young Girl Blues, est une reprise d'une chanson de Donovan parue en 1967 sur son album Mellow Yellow.
La chanson qui cloture l'album, Rock 'n' Roll Romeo, coécrite par Hagar et Carter, avait en fait été créée par Hagar en 1974 sous le titre Thinking Of You ; une "démo" de cette première version figurera sur sa compilation The Essential Red Collection (en) en 2004.

## Liste des titres
1. Keep On Rockin' (John Carter / Sammy Hagar) - 2:50
2. Urban Guerilla (John Carter / Sammy Hagar) - 2:52
3. Flamingos Fly (Van Morrison) - 4:30
4. China (Bob Welch) - 3:05
5. Silver Lights (Sammy Hagar) - 5:38
6. All American (Sammy Hagar) - 3:53
7. Confession (Please Come Back) (Ronald Nagle) - 3:17
8. Young Girl Blues (Donovan) - 7:50
9. Rock 'n' Roll Romeo (John Carter / Sammy Hagar) - 3:47

## Musiciens
- Sammy Hagar : chant et guitare solo
- Bill Church (es) : basse
- Scott Quick : guitares
- John Blakely : guitares
- Alan Fitzgerald (en) : claviers
- Joe Crane : claviers
- Stan : claviers
- Wizard : claviers
- Aynsley Dunbar : batterie
- Jim Hodder (en) : batterie
- Jerry Shirley : batterie
- Dallas Taylor : batterie
- Venetta Fields (en) : chœurs
- Maxayn Lewis : chœurs
- Sherlie Matthews (en) : chœurs
- Bob Welch : chœurs
- Greg Adams : cor
- Emilio Castillo : cor
- Mic Gillette (en) : cor
- Steve Kupka : cor
- Lenny Pickett : cor